# Luftseilbahn Wasserauen–Ebenalp
Koordinaten: 47° 17′ 11,5″ N, 9° 25′ 43,3″ O; CH1903: 750533 / 239202

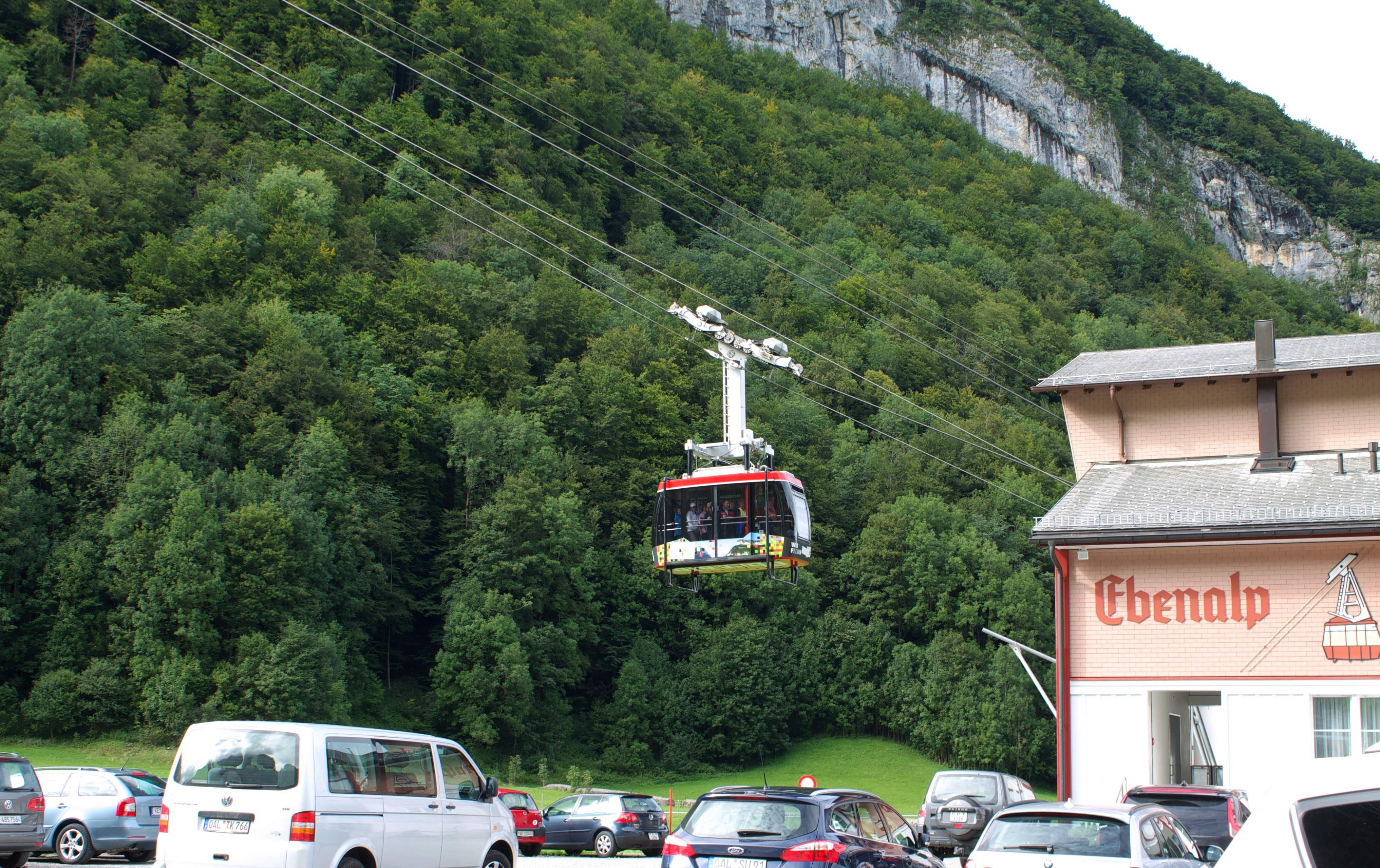
Gondel bei der Talstation (2013)

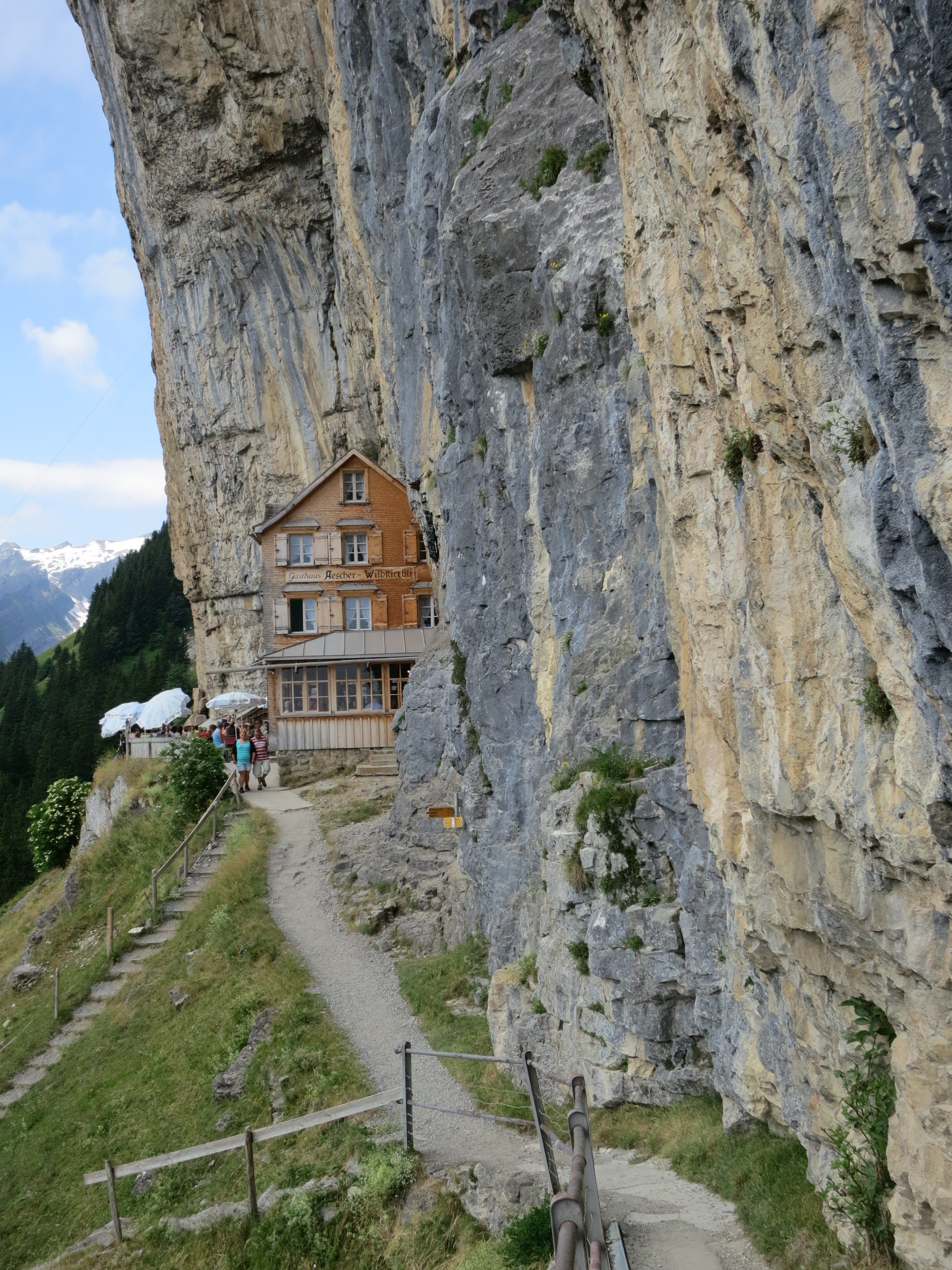
Das mit Luftseilbahn leicht zu erreichende Berggasthaus Aescher

Die Luftseilbahn Wasserauen–Ebenalp ist eine Bergbahn der «Luftseilbahn Wasserauen–Ebenalp AG» im Kanton Appenzell Innerrhoden in der Ostschweiz. Sie führt von Wasserauen auf 867 m zur Ebenalp auf 1590 m ü. M.
Die Länge der Fahrbahn beträgt 1'514 Meter. Die Fahrdauer beträgt zirka 6 Minuten. Die Bahn kann 40 Personen in einer Kabine befördern. Die Fahrgeschwindigkeit beträgt 6 Meter pro Sekunde. Die Talstation befindet sich wenige Minuten Fussmarsch vom Bahnhof Wasserauen entfernt, dem Endbahnhof der schmalspurigen Appenzeller Bahnen. Im Jahre 2017 beförderte die Luftseilbahn 250'000 Passagiere. An Spitzentagen benutzten 2'500 Passagiere die Luftseilbahn. Die Luftseilbahn wurde 1955 errichtet. Mit Ausnahme von Betriebsunterbrüchen wegen Revision im April und November wird die Luftseilbahn das ganze Jahr hindurch betrieben. Bei starkem Wind muss der Betrieb eingestellt werden.

## Geschichte
Die Idee, die Ebenalp mit einer Luftseilbahn zu verbinden, geht auf Emil Hildebrand-Rusch zurück. Er stellte 1938 ein Konzessionsgesuch für den Bau einer Schwebebahn von Wasserauen auf die Ebenalp. Im Antrag forderte er auch einen Aufzug um die Höhlen des Wildkirchli mit der darüber liegenden Ebenalp zu verbinden. Besonders gegen den Aufzug gab es erhebliche Einwände von Naturschützern. Die Erteilung einer Konzession wurde 1940 vom damals zuständigen eidgenössischen Post- und Eisenbahndepartement abgelehnt.
Nach dem Krieg, 1951, wurden in Appenzell Innerrhoden gleich zwei Anträge auf Seilbahn-Konzessionen gestellt. Eine für die Errichtung einer Standseilbahn auf die Ebenalp und eine für eine Seilbahn von Brülisau auf den Hohen Kasten, die heutige Luftseilbahn Brülisau–Hoher Kasten. Da das Post- und Eisenbahndepartement einen ruinösen Konkurrenzkampf zwischen den beiden Seilbahngesellschaften befürchtete, war es nur willig, eine Konzession zu erteilen. Da die Luftseilbahn Wasserauen–Ebenalp den Konzessionsantrag früher gestellt hatte als die Konkurrenz in Brülisau, erhielt sie 1953 den Zuschlag. 1954 wurde die «Luftseilbahn Wasserauen–Ebenalp AG» mit einem Kapital von CHF 675'000 gegründet. Im gleichen Jahr wurde mit den Bauarbeiten begonnen und die Luftseilbahn am 16. Juli 1955 feierlich eingeweiht.
Die Geschäfte liefen von Anfang an gut. Schon nach 2½ Monaten war die geplante Anzahl an Beförderungen übertroffen worden. In den folgenden Jahren wurden Skilifte errichtet. Im Winter 1961 der Skilift Gartenwald–Ebenalp, im Winter 1966 der Skilift Gartenalp-Klus und im Winter 1970 der Skilift Schwende–Horn. Der Eigentümer der Skilifte, die Genossenschaft Schnee-Horn, beschaffte 2011 eine Beschneiungsanlage. Die Aktivitäten der Skilifte wurden 2014 mit denen der Luftseilbahn-Gesellschaft zusammengelegt. Aufgrund der Konzessions-Erneuerung wurde die technische Ausrüstung 2011 umfassend erneuert. Unter anderem wurde eine Ersatz-Kabine beschafft.